# Список лётчиков-перебежчиков во время Гражданской войны в России
По состоянию на октябрь 1917 Императорский военно-воздушный флот состоял из более 300 частей и подразделений, которые включали 14 авиационных дивизионов, 91 авиаотряд, Эскадру воздушных кораблей «Илья Муромец», состоящую из 4 боевых отрядов, 87 воздухоплавательных отрядов, 32 гидроотряда, 11 авиационных и воздухоплавательных школ, дивизион корабельной авиации, восемь авиапарков, а также поезда-мастерские, авиабазы, воздухоплавательные парки и так далее. Численность личного состава воздушного флота — до 35000 солдат и офицеров, авиапарк насчитывал около 1500 летательных аппаратов.

## Хронология
- 11 апреля 1918 г. с Комендантского аэродрома в Петрограде старший лейтенант Михаил Иванович Сафронов, мичманы Игорь Николаевич и Олег Николаевич Зайцевские и В.А.Парфёненко угнали в Финляндию в г. Васа четыре самолета «Ньюпор-17». 19 марта 1918 г. на основании декрета Совета Народных Комиссаров вышел приказ по флоту и Морскому ведомству в котором они уволены со службы.
- 16 августа 1918 года подпоручик Штурм на самолёте «Ньюпор-24» перелетел к белым во время боевого вылета на штурмовку Казани. С 17 августа его зачислили в авиацию Народной армии.[1]

- 17 августа 1918 года лётчик Ефремов во время боевого вылета на бомбардировку Казани посадил истребитель на аэродроме, занятом белыми.[1]

- 19 августа 1918 года лётчики Рябов и Девайот во время боевого вылета на бомбардировку Казани сели на аэродроме, занятом белыми. 20 августа их зачислили в штат Управления Воздушного флота Народной армии.[1]

- 10 сентября 1918 года лётчик Гусев на самолёте «Ньюпор» перелетел к белогвардейцам в районе Казани.[1]

- Во время боёв за Казань к белогвардейцам также перелетели лётчики Кудлаенко и Невяжский, таким образом на сторону противника перелетело 7 пилотов, что составило 25 % от всего лётного состава Красной армии на данном участке фронта.[1]

- 27 сентября 1918 года лётчик А. Козырев с наблюдателем В. Штюрмером (Штырмером) из Царицынского авиаотряда на самолёте «Фарман-30» совершили вынужденную посадку с неисправным мотором в расположении казаков из 1-го Донского отряда. По информации советской стороны лётчики были захвачены в плен и расстреляны. Однако, наблюдатель Штюрмер служил в авиации белогврадейцев, где получил звание капитана.[1]

- 17 октября 1918 года военлет Г. Э. Тау из 22 корпусного отряда вылетев на самолёте «Спад» со станции Пинеровка приземлился в расположении белогвардейцев, после чего вместе с самолётом был зачислен в 1-й Донской самолетный отряд.[1]

- 29 октября 1918 года 9-й армейский авиаотряд РККВФ в составе шести лётчиков: Баранова, Добровольского, Макаренко, Осташевского и Хомича во главе с поручиком З. В. Снимщиковым перелетел на сторону белоказаков в районе реки Дон.[1]

- 4 ноября 1918 года командир 1-й Воронежской авиагруппы В. И. Стржижевский перелетел к белоказакам.

- 9 ноября 1918 года командир 22-го корпусного авиаотряда Э. М. Битте перелетел к белоказакам.[1]

- 20 декабря 1918 года бывший есаул Широков из 2-го Калужского авиаотряда на самолёте «Ньюпор-10» перелетел в занятую армией Колчака Уфу с аэродрома в районе Бугульмы. В авиации белогвардейцев он стал инструктором Спасской авиашколы.[1]

- 17 апреля 1919 года моторист Кононенко из 3-го авиаотряда Добровольческой армии, впервые в жизни управляя самолётом, сумел благополучно посадить самолёт в расположении красноармейцев у станции Рой. В Красной армии он окончил лётную школу и участвовал как пилот в заключительных боях Гражданской войны.[1]

- 16 мая 1919 года лётчики Казаков, Сацевич и летнаб Ванштейн перелетели к белогвардейцам, где были зачислены в Донскую авиацию.[1]

- в мае 1919 года начальник авиации 5-й армии лётчик С. К. Шиманель перелетел в армию Колчака на самолёте «Ньюпор». После разгрома Колчака в 1920 году он был арестован и расстрелян по приговору ревтрибунала.[1]

- в мае 1919 года лётчик Фоменко приземлился в расположении румын.[1]

- в мае 1919 года лётчик Торопов перелетел к белогвардейцам.[1]

- в июне 1919 года пилот Мордок и летнаб Карклин на самолёте «Сопвич» были подбиты огнём с земли во время бомбардировки железнодорожного моста на Западном фронте и совершили вынужденную посадку на территории белогвардейцев. Пилот сдался «белолатышам» и был зачислен в латвийскую национальную армию), а летнаб был застрелен на месте.[1]

- 19 августа 1919 года начальник Северного воздушного дивизиона Знаменский с морлётом Матвеем на гидросамолёте М-20 и начальник 1-го морского истротряда Яковицкий с механиком Лаптевым на «Ньюпоре-10» перелетели к белогвардейцам во время выполнения разведки.[1]

- в августе 1919 года лётчик Ходорович, участвовавший в первом советском международном перелёте в поддержку венгерской советской республики, перелетел вместе с женой на самолёте «Эльфауг» из Киева в армию Деникина.[1]

- 10 сентября 1919 года лётчик В. Катальников перелетел к белогвардейцам на самолёте «Сопвич» в районе Иркутска.[1]

- 11 сентября 1919 года командир Иркутской авиагруппы Снегирев приземлился в расположении Сибирской армии на аэродроме в районе деревни Вагулка под Иркутском, после чего был зачислен в авиацию белогвардейцев.[1]

- 1 октября 1919 года лётчик Даугуль и моторист Бранд из 2 авиаотряда, вылетев на разведку на самолёте «Фарман-30» с аэродрома Верхняя Тойма в районе Архангельска, потерпели аварию при посадке на аэродроме Славяно-Британского авиакорпуса. С ними перелетел к белым лейтенант Л. А. Бересневич из 1 морского истротряда на истребители сопровождения «Ньюпор».[1]

- в октябре 1919 года бывшие прапорщики Иван Попов и Петр Бакланов из 44 разведотряда на самолётах «Ньюпор» перелетели Польшу. В дальнейшем в польских газетах были опубликованы фотографии истребителя Попова с изображением пышнотелой обнаженной дамы на фюзеляже.[1]

- осенью 1919 года лётчик Николай Рагозин перелетел к белогвардейцем. В 1920 году он служил в армии генерала Врангеля в Крыму. После его разгрома лётчик перебрался в Тунис, а в 1922 году переехал в Испанию. Во время Гражданской войны в Испании в 1936 году Рагозин был личным пилотом генерала Франко.[1]

- 1 мая 1920 года лётчик П. Абаканович на самолёте «Ньюпор» перелетел к полякам во время агитационного задания по разбрасыванию листовок над городом Борисов.[1]

- в апреле — июле 1920 года выпускники Курганской и Спасской авиашкол лётчики Устьянцев, Агапов, Балягин, Дедюлин и Кручинский перелетели на сторону красной армии.[1]

- После разгрома в 1920 году армии Колчака в Красный воздушный флот перешли 57 белых лётчиков, после поражения Деникина в красную армию перешло около 40 пилотов. Однако трое из них: поручики Константинов и Добровольский и есаул Тарарин через некоторое время вернулись к белогвардейцам.[1]